# KMFDM
KMFDM (skrót od frazy Kein Mehrheit Für Die Mitleid, luźno tłumaczonej przez zespół jako bez litości dla większości) – niemiecki zespół muzyczny grający rock industrialny, założony 29 lutego 1984 przez Saschę Konietzko w Paryżu we Francji początkowo jako performatywny projekt artystyczny.
Najwcześniejsze wcielenie zespołu obejmowało niemieckiego multiinstrumentalistę Saschę Konietzko, niemieckiego perkusistę En Escha i brytyjskiego wokalistę Raymonda Wattsa, z których ten ostatni opuszczał grupę i powracał do niej aż kilkakrotnie w ciągu jej historii. Trio nagrało najwcześniejsze albumy zespołu w Niemczech przed tym jak Konietzko i Esch przenieśli się do USA, gdzie odnieśli znacznie większy sukces z industrialną wytwórnią muzyczną Wax Trax!. Niemiecki gitarzysta Günter Schulz dołączył do zespołu w 1990 roku; on i Esch kontynuowali pracę z KMFDM dopóki zespół nie rozpadł się w 1999 roku. Konietzko ponowił działalność KMFDM w 2002 roku (Esch i Schulz odmówili powrotu) nawiązując współpracę z wytwórnią Metropolis Records i do 2005 roku zebrał solidny skład zespołu obejmujący amerykańską piosenkarkę Lucię Cifarelli, brytyjskich gitarzystów Julesa Hodgsona i Steve’a White’a, i brytyjskiego perkusistę Andy’ego Selwaya. Konietzko i Cifarelli przenieśli się do Niemiec w 2007 roku, podczas gdy reszta członków zespołu pozostała w Stanach Zjednoczonych. Pomiędzy 2015 a 2017 rokiem Hodgson i White zajmowali się innymi projektami muzycznymi, pozostawiając zespół w postaci nieoficjalnie funkcjonującego trio. W dodatku z KMFDM współpracowały dziesiątki innych muzyków na przestrzeni całego czasu jego działalności; KMFDM wydało 21 albumów studyjnych i dwa tuziny singli i sprzedało ponad 2 miliony płyt na całym świecie.
Krytycy uważają KMFDM za jeden z pierwszych zespołów, który wprowadził muzykę industrialną i industrial rockową do mainstreamu, pomimo że sam Konietzko opisuje muzykę jego zespołu jako Ultra-ciężki beat. W swojej muzyce zespół łączy heavymetalowe riffy gitarowe, muzykę elektroniczną, sample oraz żeńskie i męskie wokale, co wpisuje się w wiele różnych stylów muzycznych, w tym rock industrialny i EBM. Zespół jest zacięcie polityczny, a wiele tekstów jego piosenek zajmuje stanowiska przeciwko przemocy, wojnie i opresji. KMFDM normalnie udaje się w trasy koncertowe co najmniej raz po wydaniu albumu studyjnego, a członkowie zespołu są znani z łatwej dostępności i interakcji z fanami, zarówno przez internet, jak i na koncertach. Członkowie zespołu, pojedynczo lub współpracując z innymi, nagrywali wielokrotnie pod innymi szyldami, m.in. w postaci projektu Pig Wattsa, Excessive Force Konietzko i Slick Idiot Escha i Schulza. KMFDM jest jednym z najpopularniejszych industrialnych zespołów muzycznych w historii.

## Historia zespołu

### Założenie (1984)
Zespół KMFDM został oficjalnie założony 29 lutego 1984 roku w Paryżu we Francji podczas otwarcia festiwalu artystycznego dla młodych europejskich artystów w Grand Palais jako performatywny projekt artystyczny pomiędzy Saschą Konietzko i niemieckim artystą Udo Sturmem. Pierwszy pokaz składał się z grania na syntezatorze ARP 2600 przez Sturma, Konietzki grającego na gitarach elektrycznych ze wzmacniaczami rozrzuconymi po całym budynku. i czterech polskich górników (których Konietzko spotkał w burdelu) uderzających w fundamenty Grand Palais.

#### Nazwa

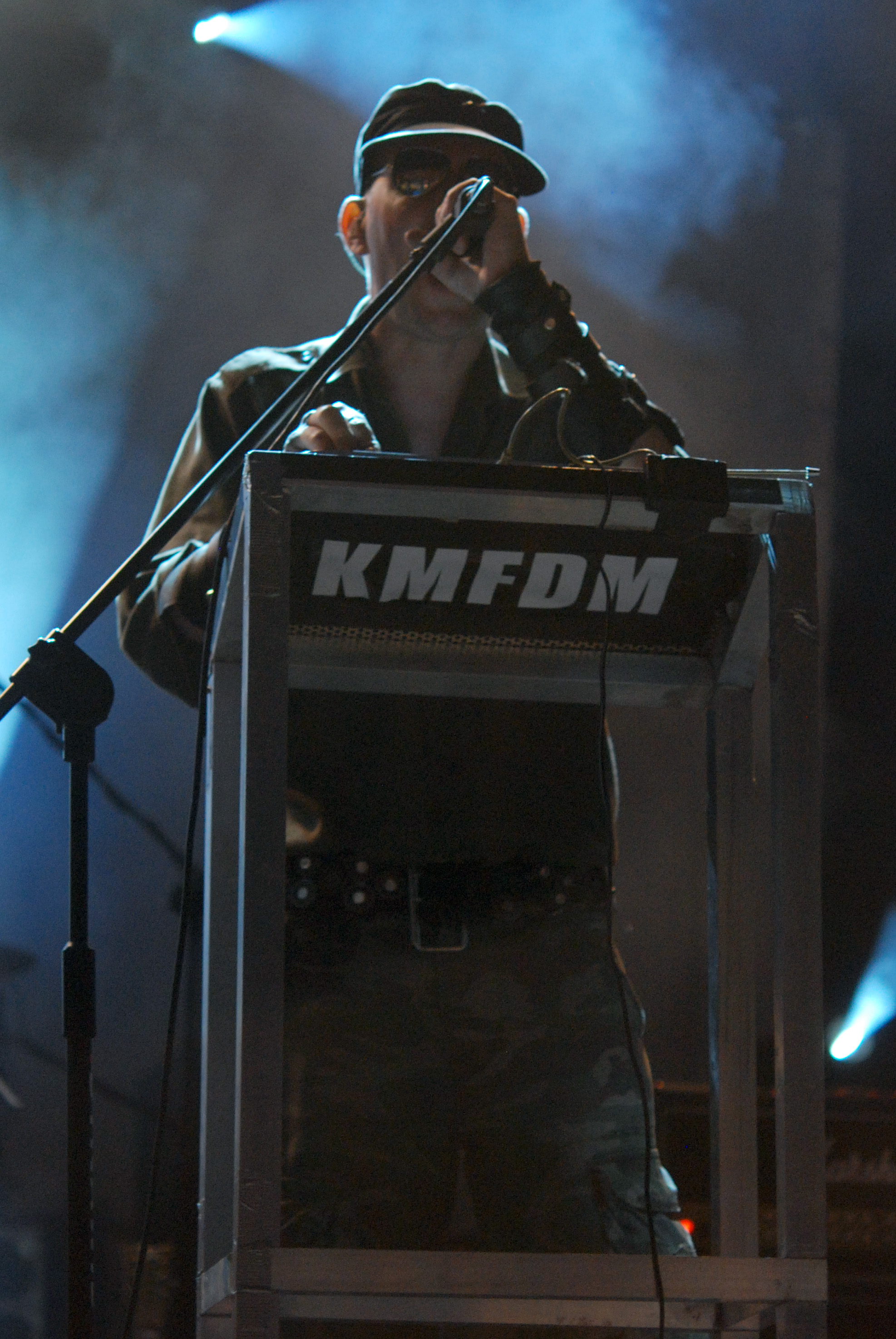
Sascha Konietzko występujący z KMFDM na Castle Party w Polsce w lipcu 2009 roku.

KMFDM jest skrótem od bezsensownej znaczeniowo i niepoprawnej gramatycznie niemieckiej frazy Kein Mehrheit Für Die Mitleid, która, zachowując tę samą kolejność słów, dosłownie znaczy bez większości dla litości, ale zazwyczaj jest luźno tłumaczone jako bez litości dla większości. W oryginalnej frazie słowa Mitleid i Mehrheit są odmieniane dla niewłaściwej płci gramatycznej i poprawna fraza powinna brzmieć Keine Mehrheit für das Mitleid. Zamieniając miejscami wspomniane dwa słowa powoduje otrzymanie również poprawnej gramatycznie frazy Keine Mitleid für die Mehrheit, co brzmiałoby dosłownie właśnie jako bez litości dla większości. W wywiadzie z 2003 roku Konietzko wyjaśnił pochodzenie frazy:

Rankiem 29 lutego 1984 roku obudziłem się i zszedłem na śniadanie w hotelu w Paryżu. Mieliśmy mieć tej nocy pokaz otwierający wystawę młodych europejskich artystów ... potrzebowaliśmy motto na nocny występ i chcieliśmy rozdać kilka ulotek wokół. Na stole leżała niemiecka gazeta więc zacząłem wycinać z niej słowa i wrzuciliśmy je później wszystkie do czapki. Wylosowaliśmy kilka z nich i było napisane Kein Mehrheit Für Die Mitleid. To trochę niepoprawny niemiecki w przełożeniu na tłumaczenie, ale w porannym brzmieniu DA-DA [sic] miało ono perfekcyjny sens. Więc kiedy wracaliśmy do Hamburga, wspomniałem o tym Raymondowi [Wattsowi]. Lubił to sformułowanie, ale miał problemy z poprawnym jego wymówieniem. Więc w końcu powiedział, 'Dlaczego nie nazwiesz tego po prostu KMFDM?'. Więc to było to. Zaczęliśmy być KMFDM.

Żartobliwie mówi się, że skrót oznacza Kill Mother-Fucking Depeche Mode, czyli Zabić skur*ysyńskie Depeche Mode, co zostało ukute przez zespół podczas ich pierwszej trasy koncertowej po Stanach Zjednoczonych i było używanie niedawno na nazywającej się tak samo jak album piosence zespołu z albumu Kunst.

### Wczesne lata w Niemczech (1984–1989)
Sturm szybko odszedł z zespołu, ale Konietzko kontynuował występy, w pewnym momencie mając 20 osób w swojej trupie, która wówczas zajmowała się wybrykami jak zjadanie ognia i rzucanie zwierzęcymi wnętrznościami w publiczność. Konietzko następnie powrócił do Hamburga gdzie dołączył do Petera Missinga w jego nowym zespole Missing Foundation. Perkusista Nicklaus Schandelmaier, który wcześniej przeniósł się z Frankfurtu do Hamburga, dołączył do zespołu i przyjął pseudonim sceniczny En Esch. Pomimo uczestnictwa w kilku występach na żywo, Konietzko i Esch odeszli od Missing Foundation przed dokonaniem jakichkolwiek nagrań i powrócili do pracy jako KMFDM, współpracując z właścicielem studia nagraniowego z Hamburga Raymondem Wattsem.
Kopie kaset pierwszego albumu studyjnego zespołu KMFDM, Opium, zaczęły krążyć po undergroundowych klubach i barach Hamburga w 1984 roku. KMFDM wydało swój następny album, What Do You Know, Deutschland?, w grudniu 1986 roku. Był on nagrywany w latach 1983–1986 z niektórymi piosenkami nagranymi przez Konietzkę i Wattsa jeszcze zanim Esch dołączył do zespołu i w praktyce zanim jeszcze zespół powstał. Później album został na nowo wydany przez wytwórnię muzyczną Skysaw Records w 1987 roku i wytwórnia ta zarazem zapoznała członków zespołu z artystą Aidanem Hughesem, szerzej znanym jako Brute!. Hughes przeprojektował okładkę albumu i od tamtego czasu zaprojektował okładki prawie wszystkich następnych albumów KMFDM.
Watts opuścił zespół po pracach nad trzema piosenkami z następnego albumu Don't Blow Your Top z 1988 roku by założyć swój własny projekt Pig. Po pracach na hamburskiej scenie zespołów undergroundowych i wydawaniu albumów przez europejskie wytwórnie, zespół rozpoczął swoją długą współpracę z wytwórnią Wax Trax! Records, kiedy Don’t Blow Your Top otrzymało licencję na dystrybucję w Stanach Zjednoczonych. Album został wyprodukowany przez producenta muzycznego Adriana Sherwooda i został opisany przez krytyka Dave’a Thompsona z AllMusic jako podkreślający zarówno producenta, jak i sam zespół.

### Sukces w Stanach Zjednoczonych (1990–1994)

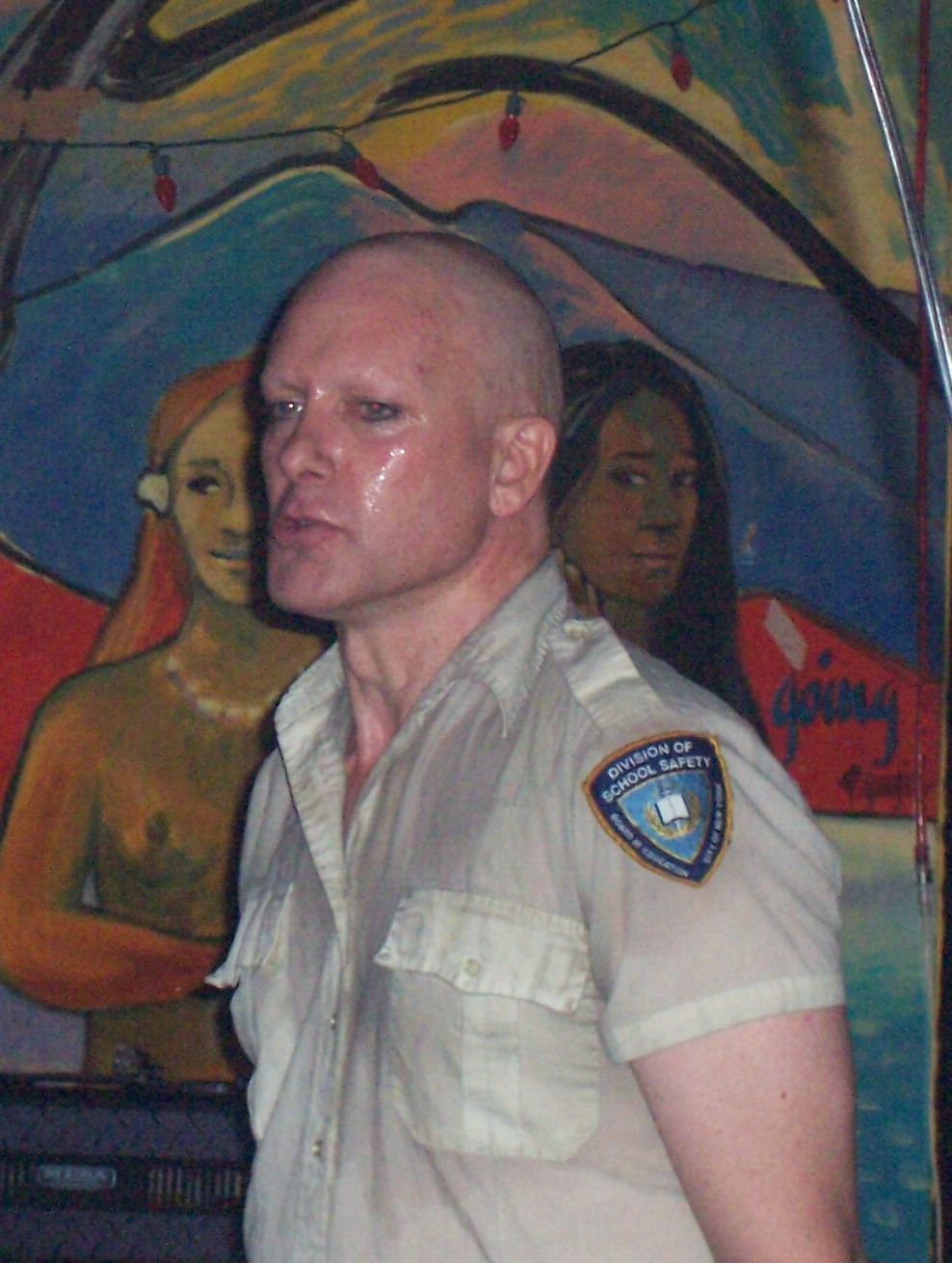
En Esch występujący z zespołem Slick Idiot w Waszyngtonie, D.C. w maju 2006 roku.

KMFDM nagrało i wydało swój czwarty album, UAIOE, w 1989 roku do dystrybucji zarówno w Stanach Zjednoczonych, jak i w Europie, przybywając do Ameryki po raz pierwszy w dniu 16 grudnia i zaczęło trasę koncertową po Stanach Zjednoczonych razem z zespołem Ministry. Podczas pierwszej trasy KMFDM po Stanach Zjednoczonych, członkowie zespołu zaczęli używać nazwy Kill Mother-Fucking Depeche Mode jako rozwinięcie ich nazwy ze skrótu by drażnić dziennikarzy muzycznych, którzy nie znali niemieckiego. Zespół nawiązał bezpośrednią współpracę z wytwórnią Wax Trax!, która wydała ich następny piąty album Naïve, który był nagrywany w Europie i na którym debiut w zespole zaliczył gitarzysta Günter Schulz, znany wtedy lepiej jako Svetlana Ambrosius albo Svet Am. Remiks piosenki tytułowej był pierwszym dużym hitem zespołu, osiągając 21. miejsce na liście Dance/Club Play Songs Chart w marcu 1991 roku.
Lider zespołu KMFDM, Konietzko, przeniósł się w 1991 do Chicago, a Esch przeniósł się także do tego miasta rok później. KMFDM szybko, wraz z zespołami Ministry, My Life with the Thrill Kill Kult i Revolting Cocks, stało się częścią industrialnej sceny muzycznej w regionie Chicago. Konietzko później wspominał, Przyjechaliśmy z Niemiec i wszyscy z nas mieli robotę przez cały dzień i ciężko pracowaliśmy w zespole KMFDM i nagle zaczęliśmy sprzedawać tysiące tysięcy [sic] pieprzonych nagrań!
Następnym hitem klubowym zespołu był utwór Split wydany w czerwcu 1991 roku, i który osiągnął 46. miejsce na liście notowań Dance/Club Play Songs Chart Billboarda w lipcu. W 1991 roku Konietzko, współpracując z Buzzem McCoyem z My Life with the Thrill Kill Kult, nagrał pod nazwą Excessive Force album zatytułowany Conquer Your World. Konietzko i Esch zaczęli pracę nad szóstym albumem, który miał nazywać się Apart, ale ostatecznie wyszedł jako dwa osobne albumy. Połówka piosenek Escha została wydana jako jego album solowy, Cheesy, a oficjalny album KMFDM był złożony z połówki Konietzki i został nazwany Money. Dwie piosenki z albumu stały się następnymi hitami klubowymi w 1992 roku: Vogue osiągnęło miejsce 19. na liście Dance/Club Play Songs Chart w kwietniu, a piosenka tytułowa osiągnęła miejsce 36. na tej samej liście notowań w lipcu.
Po trasie koncertowej w 1992 roku z perkusistą Chrisem Vrenną, wszyscy członkowie podstawowego składu KMFDM (Konietzko, Esch, Schulz i drugi gitarzysta Mark Durante) wrócili do Chicago i czekała ich tam nieprzyjemna niespodzianka, gdyż okazało się, że Wax Trax! ogłosiło bankructwo na podstawie Chapter 11 by później się zreorganizować w listopadzie 1992 roku. W 1993 roku zespół zaczął nagrywać w studiach muzycznych swój siódmy album, Angst, który odniósł sukces, sprzedając się w postaci większej niż 100 000 egzemplarzy w ciągu następnych dwóch lat. Esch powiedział po wydaniu albumu, Lubię ten album dużo bardziej niż poprzednie. Money był tworzony w zamieszaniu, a ja w dodatku uczestniczyłem w trasie koncertowej z Pigface więc miałem znacznie mniejszy wkład w jego powstanie. Ale naprawdę lubię Angst. Jestem całkowicie spełniony z nim. Angażowaliśmy gitarzystów, staraliśmy się być jak prawdziwy zespół muzyczny, szczególnie w aspekcie kreatywności. Po wydaniu Angst, Wax Trax!/TVT Records ogłosiło konkurs, w którym fani mieli wymyślić jak największą liczbę alternatywnych znaczeń dla skrótu KMFDM, i wkrótce przyszły im tysiące różnych odpowiedzi na ten konkurs, z wieloma pomysłami odnośnie do skrótowca.
Konietzko wydał drugi album pod nazwą Excessive Force, zatytułowany Gentle Death w 1993 roku. KMFDM po raz pierwszy pojawiło się w mainstreamie za sprawą utworu A Drug Against War. Pomimo tego, że zespół był nastawiony przeciwko muzycznej stacji telewizyjnej MTV, klip do utworu A Drug Against War pojawił się w MTV i został pokazany w kreskówce MTV Beavis and Butt-head. Utwór Light osiągnął pozycję 31. na liście notowań Billboarda Dance/Club Play Songs Chart w maju 1994 roku.
Utwór Liebeslied z albumu Naïve oryginalnie zawierał nielicencjonowanego sample O Fortuna z Carmina Burana Carla Orffa. Wydawca utworów Orffa zagroził zespołowi podjęciem kroków prawnych i album został w wyniku tego wycofany z dystrybucji w 1993 roku. Nowa wersja albumu, zatytułowana Naïve/Hell to Go, została wydana rok później. Zawierała ona nowe miksy kilku z utworów, w tym wersję Liebeslied z usuniętym kontrowersyjnym sample.
Wax Trax! zostało ocalone od bankructwa przez zastrzyk funduszy z TVT Records i w marcu 1994 roku zapowiedziało plany wydania zestawu kompilacji Black Box – Wax Trax! Records: The First 13 Years, który zawierał utwory KMFDM Virus i Godlike, dwie piosenki, które krytyk Thompson z AllMusic nazwał definiującymi.

### Szczyt popularności (1994–1997)

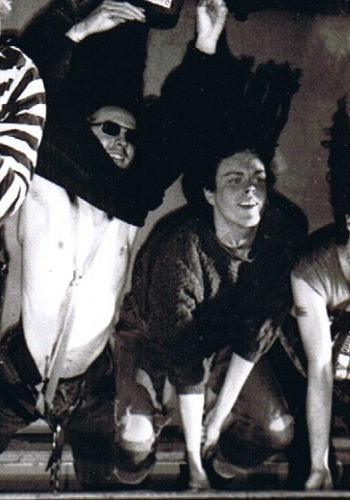
Chris Connelly (po prawej) i Nivek Ogre w 1991 roku. Oboje współpracowali z KMFDM i udzielali się gościnnie wokalnie na utworach w latach 90. XX wieku.

Środek i koniec lat 90. był okresem największej popularności KMFDM. W 1994 roku Konietzko przeniósł się do Seattle w stanie Waszyngton, a Esch przeniósł się do Nowego Orleanu w stanie Luizjana. Watts później powrócił do zespołu przy pracach nad ósmym albumem, Nihil, który osiągnął 16. pozycję na liście notowań Heatseekers Billboarda i sprzedał się w nakładzie 209 000 egzemplarzy w krótkim okresie, co uczyniło ten album najlepiej się sprzedającym ze wszystkich albumów KMFDM. Na albumie pierwszy raz dla zespołu swój udział zaliczył perkusista Bill Rieflin, który pracował dla zespołu przez następne pięć albumów. Nihil zawiera najbardziej znany utwór zespołu KMFDM, Juke Joint Jezebel, którego zmodyfikowane wersje pojawiły się na ścieżkach dźwiękowych do filmów Bad Boys i Mortal Kombat, i który osiągnął pozycję 10. na liście notowań Billboard 200 oraz sprzedał się w postaci 1.8 miliona egzemplarzy. Piosenka Ultra z tego albumu została natomiast użyta w angielskiej wersji Street Fighter II: The Animated Movie.
Komentując zmieniającą się obsadę muzyków pracujących dla zespołu, krótko po wydaniu Nihil lider KMFDM Konietzko powiedział: Jest to trochę jakbyśmy ja i En byli słońcami, a inni muzycy obracają się wokół nas. Odnosząc się później do dynamiki ich duetu, Konietzko skomentował: En Esch i ja zawsze byliśmy kamieniem węgielnym KMFDM. I jesteśmy także diametralnie różni jako pisarze tekstów utworów. Wściekle brzmiące kawałki na utworach przeważnie są jego autorstwa. A bardziej opanowane, twarde kawałki przeważnie są mojego autorstwa. Esch skomentował także to jeszcze przed wydaniem Nihil, w 1994 roku: Sascha i ja jesteśmy różni, ma się rozumieć. Ale to jest właśnie powód dla którego chcemy wciąż współpracować przy nowych rzeczach. Nasze najlepsze i najgorsze strony kontrastują ze sobą. Mówiąc inaczej, on jest bardziej zorganizowany i bardziej stabilny, a ja jestem bardziej tajemniczy w charakterze i abstrakcyjny.
Pod koniec roku 1995 zmarł bliski przyjaciel członków zespołu i zarządzający chicagowską wytwórnią Wax Trax!, Jim Nash, z powodu choroby pogorszonej jeszcze później kiedy Nash zachorował równocześnie na AIDS, i w wyniku tego Seattle stało się oficjalną siedzibą KMFDM. Watts podróżował z zespołem podczas ich trasy koncertowej promującej album Nihil, ale później ponownie opuścił zespół i powrócił do nagrywania jako Pig. Esch także odseparował się od zespołu i album Xtort, wydany w 1996 roku, powstawał w znacznej mierze bez jego udziału. Konietzko zatrudnił na potrzeby albumu jednak wielu innych artystów ze sceny industrialnej jak na przykład Chrisa Connelly’ego. Xtort był pierwszym albumem KMFDM, który dostał się na listę notowań 200 Billboarda i jest do tej pory najwyżej notowanym albumem w historii KMFDM, osiągając pozycję 92. na tej liście i sprzedał się w postaci większej niż 200 000 egzemplarzy w krótkim okresie. Pierwszy singel z albumu, Power, był najbardziej promowaną piosenką w historii zespołu, sprzedając się w postaci ponad 100 000 egzemplarzy, w krótkim okresie, później w połowie 1996 roku Wax Trax! wydało też darmowy sample-album obejmujący tę piosenkę. Lider zespołu, Konietzko, stwierdził po latach, że Xtort to jego ulubiony album z tych, które jego zespół tworzył w latach 90
Esch powrócił później by wspólnie z resztą zespołu nagrywać album Symbols, który został wydany w 1997 roku i swój debiut w zespole zaliczyli na nim Abby Travis i Nivek Ogre, ten drugi będący wcześniej w zespole Skinny Puppy. Symbols osiągnął pozycję 139. na liście 200 Billboarda. Pierwszy utwór, Megalomaniac, pojawił się na filmie Mortal Kombat: Annihilation i był pierwszym utworem ze ścieżki dźwiękowej tego filmu, który był emitowany w radiu. Tim Skold, wcześniej członek zespołu Shotgun Messiah, także zaliczył na tym albumie swój debiut dla zespołu, pisząc teksty i śpiewając na piosence Anarchy. Patrząc wstecz na Symbols, Konietzko powiedział w 2002 roku: Słuchałem Symbols i dokładnie usłyszałem dlaczego KMFDM się [później] rozpadło. To opowiedziało mi historię o tym wszystkim, co poszło nie tak. Były może ze dwie [dobre] piosenki na tym albumie podczas kiedy cała reszta to była po prostu wojenka na przeciąganie liny między członkami zespołu. Nie jest to coś, co chciałbym by się powtarzało.
Zespół wydał parę albumów kompilacyjnych w 1998 roku. Pierwszy, Retro, był kompilacją największych hitów, w znacznej większości sprzed wydania albumu Xtort. Drugi, Agogo, był kolekcją rarytasów i utworów wcześniej niewydanych przez zespół, w tym cover utworu Mysterious Ways zespołu U2.

### Adios (1999) i masakra w Columbine High School
Następny album Adios został napisany w znacznej mierze przez Konietzkę i Skolda. Ogre ponownie udzielił się wokalnie na paru utworach, podobnie jak znana niemiecka muzyczka i piosenkarka Nina Hagen. Zespół zaczął mieć w tym momencie pewne problemy z wytwórnią Wax Trax!/TVT, a sam album Adios później zwiastował rozwiązanie się zespołu, kiedy Esch i Schulz zaczęli mieć coraz bardziej ograniczony udział w tworzeniu następnych albumów.
KMFDM rozpadło się tymczasowo w dniu 22 stycznia 1999 roku kiedy jedynie Konietzko i Skold byli pewnymi członkami. Konietzko powiedział, że oddzielenie się reszty członków od zespołu było spowodowane przez duży stres i presję, a także różnice odnośnie wizji i kierunku, w którym zespół ma pójść. Esch powiedział: Było dużo negatywnej energii pomiędzy Saschą i Schulzem i mną i zadecydowaliśmy w rozmowie telefonicznej, żeby rozwiązać zespół. Album Adios został wydany trzy miesiące później i osiągnął pozycję 189. na liście Billboard 200. Piosenka tytułowa na albumie została nazwana pełnym goryczy pożegnaniem.
W następstwie masakry w Columbine High School, w której zginęło 15 osób, w tym dwaj napastnicy-samobójcy, a 24 zostały ranne, odkryto, że teksty piosenek KMFDM (Son of a Gun, Stray Bullet, Waste) zostały opublikowane przez jednego ze strzelców Erica Harrisa na jego osobistej stronie internetowej i, że masakra wydarzyła się w dzień wydania albumu Adios i 110. rocznicy urodzin Adolfa Hitlera. Niektórzy dziennikarze zaczęli szybko wysnuwać różne domysły jakoby akcje Harrisa i drugiego strzelca Dylana Klebolda były zainspirowane przez obracanie się w brutalnym środowisku i nazizm, a jedno z takich mediów nawet napisało: Lirycznie, zespół napisał parę piosenek mogących być źle interpretowanych przez kogoś kto nie ma słuchu na ironię i szuka pretekstu by popełnić akt przemocy. W odpowiedzi, Konietzko wydał oświadczenie w imieniu własnym i zespołu:
Po pierwsze, KMFDM chciałoby wyrazić najszczersze i przenikające przez serce współczucie dla rodziców, rodzin i przyjaciół zamordowanych i zranionych dzieci w Littleton. Jesteśmy zaszokowani i przerażeni, tak jak reszta narodu, przez to co wydarzyło się wczoraj w Kolorado.
KMFDM jest formą sztuki – nie partią polityczną. Od samego początku, nasza muzyka była przeciwko wojnie, opresji, faszyzmowi i przemocy wobec innych. Pomimo że niektórzy byli członkowie zespołu są Niemcami tak jak zaraportowały media, nikt z nas nie pochwala żadnych nazistowskich przekonań.

### MDFMK, Slick Idiot, i reformacja (2000–2002)

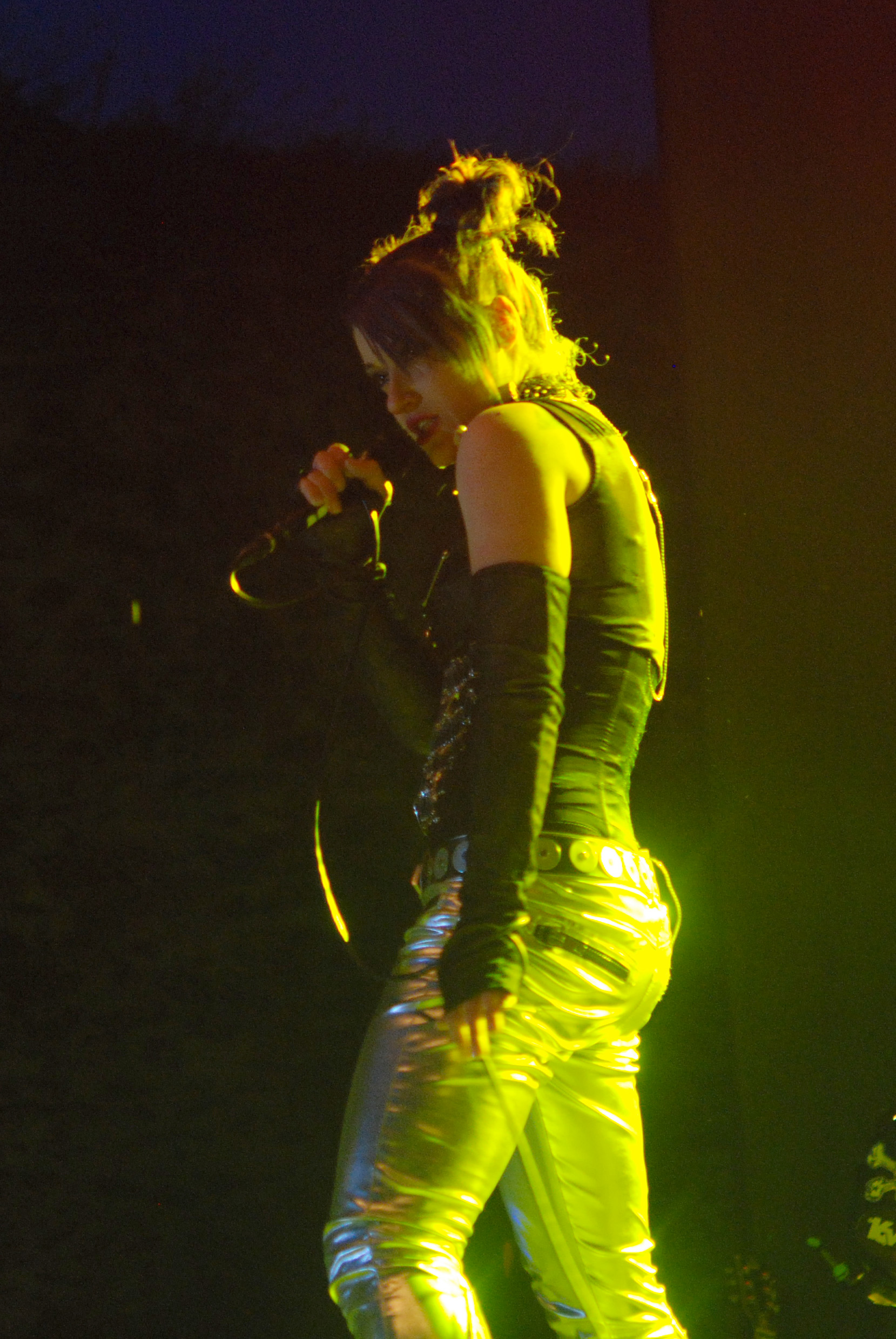
Lucia Cifarelli występująca razem z zespołem KMFDM na Castle Party w Polsce w lipcu 2009 roku.

Po tym kiedy zespół KMFDM się rozpadł, byli członkowie Schulz i Esch założyli zespół Slick Idiot, podczas gdy Konietzko i Skold zaczęli działać pod nazwą MDFMK, a do zespołu dołączyła piosenkarka Lucia Cifarelli, która później została żoną Konietzki. MDFMK wydało jeden album nazywający się tak samo jak nazwa tego zespołu – wydawcą była wytwórnia Republic/Universal Records i zespół udał się w trasę koncertową po Ameryce Północnej. Po problemach z wytwórnią Universal, Konietzko zdecydował się na podpisanie kontraktu z wytwórnią Metropolis Records po tym jak przedstawiciele wytwórni powiedzieli mu, że są zainteresowani możliwością powrotu Konietzki i reszty członków jako KMFDM. Pomimo że Konietzko tak naprawdę nie był przekonany czy reszta obecnych członków zechce nawiązać współpracę znowu jako KMFDM, to zdecydował się na powrót pod tym szyldem.
Konietzko zapowiedział powrót KMFDM na początku 2001 roku, z powodu publicznego zapotrzebowania, w nowym składzie obejmującym jego, Skolda, Cifarelli, a także dawnych współpracowników Wattsa i Rieflina; Konietzko powiedział w tym czasie: Rozmawiałem z dawnymi członkami, aby zobaczyć, czy są zainteresowani, ale to, co wymyśliliśmy, było czymś lepszym niż to, co mieliśmy wcześniej. Z kolei były członek zespołu Esch wspominał w 2009 roku, wiele lat po odejściu z KMFDM: Byłem zadowolony z mojej nowej wolności twórczej, więc odrzuciłem koncepcję szybkiego ponownego połączenia oryginalnego składu KMFDM. Konietzko powiedział o zreformowanym zespole: Nie tylko znów jest fajnie, ale teraz zespół jest pozbawiony tych wszystkich osobistych konfrontacji z powodu ambicji i frakcji, które kiedyś były jego częścią, ale równocześnie powiedział w 2003 roku: Naprawdę tęsknię za En Eschem. W marcu 2002 roku KMFDM wydało swój pierwszy od trzech lat album, Attak. Album utrzymywał się na liście notowań Independent Albums Chart Billboarda przez cztery tygodnie, osiągając 11. pozycję jako szczytową.

### Nowy skład (2003–2007)
Skold opuścił zespół po wydaniu albumu Attak by dołączyć do zespołu Marilyn Manson. W ciągu następnych kilku lat, koledzy z zespołu Wattsa Pig, dołączali jeden po drugim do KMFDM. Jules Hodgson z Pig już na albumie Attak grał na gitarze dla KMFDM. Andy Selway dołączył do zespołu i zaczął grać na perkusji pierwszy raz na albumie WWIII z 2003 roku, a Steve White zajął się programowaniem i również grał na gitarach na albumie Hau Ruck oraz zapewnił wsparcie zespołowi na wcześniejszej trasie koncertowej. Cała trójka, razem z Wattsem i Cifarelii, została wspomniana jako członkowie zespołu na Intro, ostatniej piosence z albumu WWIII, który był zarazem ostatnim albumem KMFDM nad którym pracował Watts (później udzielił się jeszcze wokalnie w jednej piosence na albumie Paradise z 2019 roku). WWIII był na liście notowań Dance/Electronic Albums Chart Billboarda przez siedem tygodni, osiągając 3. pozycję jako szczytową.
Album Opium został ponownie wydany w 2002 roku jako KMFDM001 – Opium 1984 przez nową i stworzoną przez sam zespół wytwórnię KMFDM Records, a w 2004 roku wydano kolekcję nigdy wcześniej niewydanych utworów nagrywanych przez ówczesnych członków KMFDM w latach 1984–1986, podczas pierwszych lat istnienia zespołu. Krótko po wydaniu WWIII, Konietzko zaczął pracować nad stworzeniem ścieżki dźwiękowej do gry komputerowej Spider-Man 2, która miała zostać wydana w 2004 roku. Album Hau Ruck przyjął się równie dobrze co WWIII, pojawiając się na liście notowań Dance/Electronic Albums Chart przez osiem tygodni, ale osiągając, nieco niższą niż w przypadku poprzedniego albumu, 5. pozycję jako szczytową. W przeciwieństwie jednak do WWIII, Hau Ruck pojawił się na liście notowań Independent Albums przez tydzień osiągając 48. pozycję. Mini-album Ruck Zuck zawierający remiksy z Hau Ruck został wydany w 2006 roku.
Konietzko obrał natomiast nową strategię na album Tohuvabohu, wydany w 2007 roku. Poprzednio zawsze były dwie osoby, które rozpoczynały piosenki: ja i Jules. Przed nagraniem tego [Tohuvabohu], powiedziałem do dwóch pozostałych gości, Andy’ego [Selwaya] i Steve’a [White’a] – Może byście zechcieli coś wymyślić, bo czemu nie? – powiedział Konietzko później w jednym z wywiadów. Album Tohuvabohu był na liście notowań Dance/Electronic Albums Chart Billboarda przez trzy tygodnie i osiągnął 4. pozycję. Pojawił się też na liście Independent Albums Chart przez tydzień na 29. pozycji. Później, w 2008 roku, wydano mini-album Brimborium na którym były remiksy z Tohuvabohu i który ledwie dostał się na listę Dance/Electronic Albums Chart, na pozycji 20. i był na niej przez tydzień.
Metropolis Records zapowiedziało w połowie 2006 roku, że zamierza wydać katalog z utworami KMFDM z okresu współpracy z wytwórnią Wax Trax!, które wyszły ze sprzedaży na początku XXI wieku. Nowe wydania miały miejsce we wrześniu 2006 roku i maju 2007 roku. Konietzko przyznał później, że zremasterowanie tych albumów nastąpiło z powodu możliwych komplikacji prawnych i finansowych, które mógłby ponieść: Oryginalna umowa była taka, że katalog i tak wróciłby do mnie w 2008 roku, ale TVT i Rykodisc myśleli o stworzeniu kompilacji KMFDM, która wyeliminowałaby mój katalog, a ja tego nie chciałem. Konietzko skomentował w 2006 roku, że obecny w tamtym czasie skład zespołu był najlepszym z jakim pracował i w innym wywiadzie skomentował też ponownie odejście jego byłych kolegów z zespołu. W październiku 2007 roku Konietzko zapowiedział, że pakuje się i przeprowadza się wraz z Lucią Cifarelli (która była wtedy w ciąży) do Niemiec w ciągu trzech miesięcy.

### Powrót do Niemiec (2007–2016)

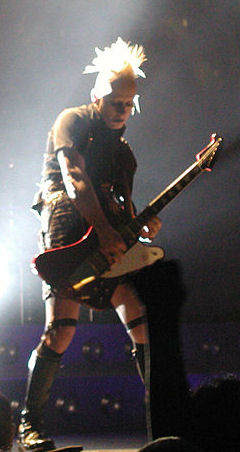
Tim Skold występujący razem z zespołem Marilyn Manson w 2007 roku.

Po strzelaninach w szkołach w Tuusula i Kauhajoki w 2007 i 2008 roku, media ponownie usiłowały powiązać strzelców Pekkę-Erica Auvinena i Mattiego Juhaniego Saariego z KMFDM, zauważając, że oboje wymienili ten zespół na liście swoich ulubionych w internecie przed atakami. W wywiadzie dla norweskiego nadawcy radiowego NRK krótko po masakrze w Kauhajoki, Konietzko odpowiedział na te zarzuty przez stwierdzenie, że ostatnie strzelaniny były atakami nieformalnej grupy tak zwanych naśladowców Columbine i obaj fińscy strzelcy usiłowali naśladować styl życia i akcje strzelców z Columbine. Jednym z moich największych zmartwień bezpośrednio po tym zdarzeniu [strzelaninie w Columbine] było to, że pojawią się naśladowcy powtarzający takie rzeczy w przyszłości, tak jak zawsze kiedy ludzie popełniają ohydne zbrodnie i akty przemocy. Niestety, miałem rację. – mówił.
KMFDM ponownie wydało wszystkie swoje stare single sprzed 1999 roku w seriach trzech albumów kompilacyjnych zatytułowanych Extra Volume 1, Extra Volume 2 i Extra Volume 3 w połowie 2008 roku. KMFDM Records wydało ponadto album kooperacyjny Skold vs. KMFDM na początku 2009 roku i był on efektem swoistej współpracy między Skoldem i Konietzką, którzy kontaktowali się ze sobą przez internet będąc równocześnie na innych kontynentach – współpraca ta rozpoczęła się w czerwcu, a zakończyła w październiku 2008 roku. W przyszłości twórcy zaplanowali ze sobą także dalszą współpracę przy innych projektach, ale nie było to jednak ich największym priorytetem.
Szesnasty album studyjny KMFDM, Blitz, został wydany w marcu 2009 roku i w przy jego tworzeniu Konietzko dalej współpracował ze Skoldem, ale znacznie mniej z członkami zespołu niebędącymi wtedy w Niemczech a dalej w Stanach Zjednoczonych. Album znalazł się na 4. pozycji na liście notowań Dance/Electronic Albums Chart i był na niej przez cztery tygodnie. Na początku 2010 roku wydano też remiksowy mini-album Krieg na którym znajdowały się remiksy z albumu Blitz. We wrześniu wydano ponadto dwa inne remiksowe albumy Würst i Greatest Shit.
W dniu 14 grudnia 2010 roku na oficjalnej stronie KMFDM pojawiła się grafika z napisem All Systems Have Been Ripped. The Internet Has Been Shut Down. (pol. Wszystkie systemy zostały rozwalone. Internet został zdjęty.). Nowa piosenka zatytułowana Rebels in Control stała się dostępna do odsłuchania i pobrania na stronie i została opublikowana jako wsparcie dla Juliana Assange’a, poszukiwanego wtedy w związku z kontrowersjami wokół WikiLeaks.
Dawni członkowie zespołu Durante, Esch, Schulz i Watts pojawili się wraz z Moną Mur na Wax Trax! Retrospectacle w Chicago, które było wydarzeniem charytatywnym celebrującym tę industrialną wytwórnię płytową. Zespół odegrał na niej największe z hitów KMFDM z okresu współpracy z Wax Trax!, w tym Juke Joint Jezebel, Godlike, Brute i Don’t Blow Your Top. Konietzko wyraził chęć wystąpienia z obecnym składem zespołu, ale ta propozycja została odrzucona przez organizatorów tego wydarzenia.
KMFDM wydało album WTF?! w kwietniu 2011 roku, na której debiut dla zespołu zaliczyło pełno gościnnych muzyków, jak to ujął Konietzko – tymi muzykami byli Rieflin, Koichi Fukuda, Free Dominguez i William Wilson. Pierwszy singel albumu, Krank, znalazł się na listach przebojów zarówno w Niemczech, jak i Stanach Zjednoczonych. Album WTF?! był na liście notowań Dance/Electronic Albums Chart przez tydzień na 8. pozycji.
Prace nad osiemnastym albumem rozpoczęły się w lutym 2012 roku. Wydano go 26 lutego 2013 i został nazwany Kunst. Zespół udał się w trasę koncertową po Stanach Zjednoczonych w marcu i po Europie w kwietniu 2013 roku. KMFDM ponownie wydało albumy Opium i WWIII w październiku 2013 roku.
W dniu 24 maja 2014 roku Konietzko zapowiedział na oficjalnej stronie zespołu na Facebooku, że 14 października 2014 roku zostanie wydany nowy album zatytułowany Our Time Will Come. Zapowiedział też wydanie live albumu We Are KMFDM i singla Genau (The German In You). Album Our Time Will Come został wydany w zapowiedzianym terminie zarówno na CD, jak i na winyla. Singel Genau nie został zrealizowany, ale singel Salvation z albumu Our Time Will Come został wydany w 2015 roku.

### Następna zmiana w składzie (2017–obecnie)
W kwietniu 2017 roku KMFDM wydało nową EP-kę zatytułowaną Yeah!; album o nazwie Hell Yeah! został wydany w sierpniu i zespół zaplanował trasę koncertową w celu wsparcia albumu na październik. EP-ka Yeah! została wydana 23 czerwca, a Hell Yeah! 18 sierpnia. W momencie kiedy nagrywano albumy, gitarzyści White i Hodgson byli niedostępni i zajmowali się życiem prywatnym więc Konietzko zwerbował Chrisa Harmsa z zespołu Lord of the Lost do partii gitar elektrycznych. Harms, wraz z kolegami z zespołu Pi (gitara) i Garedem Dirgem (klawisze keyboardowe) mieli wystąpić na żywo wraz z KMFDM podczas ich trasy koncertowej pod koniec 2017 roku. Lord of the Lost nie mogli jednak otrzymać wiz pracowniczych na wjazd do USA więc do grania na gitarze zespół KMFDM zatrudnił Andee Blacksugara. Nowy kwartet, złożony z Konietzki, Cifarelli, Selwaya i Blacksugara, zapowiedział następny album KMFDM, Paradise, który został wydany w dniu 27 września 2019 roku. Zespół zaprosił wielu gościnnych muzyków do prac nad tym albumem, na jednej z piosenek udzielił się wokalnie Raymond Watts, jeden ze współzałożycieli KMFDM, niepojawiający się na albumach zespołu od 2003 roku. We wrześniu 2022 roku ukazał się 22. album KMFDM zatytułowany Hyëna, zapowiadany już od lipca 2022 roku.
4 stycznia 2024 roku doszło do strzelaniny w szkole Perry High School w stanie Iowa, podczas której 17-letni Dylan Butler zastrzelił ucznia i dyrektora, ranił 6 osób oraz popełnił samobójstwo. Na chwilę przed atakiem sprawca opublikował w mediach społecznościowych post, na którym w tle grała piosenka KMFDM Stray Bullet, wcześniej już wielokrotnie wykorzystywana przez innych szkolnych zamachowców. Spowodowało to kolejną falę internetowych oskarżeń o rzekome promowanie przemocy w piosenkach zespołu. Do sprawy odniosła się na swoim profilu na Instagramie wokalistka zespołu Lucia Cifarelli, która potępiła atak, wyjaśniła, że piosenki KMFDM nie mają na celu promowania przemocy, wyraziła też współczucie wobec ofiar oraz sprawcy (który był poważnie dręczony przez rówieśników) i ich rodzin.
2 lutego 2024 roku został wydany 23. album studyjny KMFDM zatytułowany Let Go. 2 tygodnie wcześniej opublikowano promujący go utwór o tym samym tytule.

## Styl muzyczny KMFDM, wpływy i kontekst liryczny

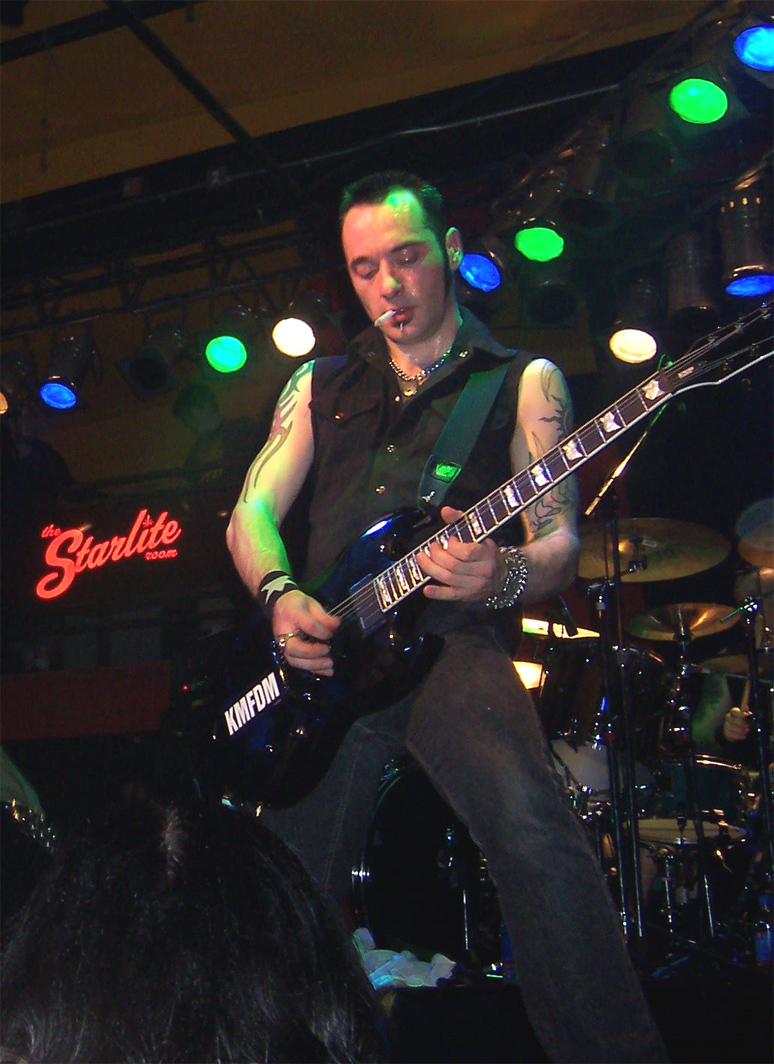
Jules Hodgson występujący razem z KMFDM w Edmontonie w Kanadzie w październiku 2004 roku.

KMFDM początkowo nie tworzyło muzyki i było performatywnym projektem artystycznym – podczas występów Konietzko używał wielu efektów specjalnych i zabiegów jak łóżka stające w płomieniach i wybuchające telewizory, a w pierwszych występach muzycznych używano oprócz tradycyjnych instrumentów, także innych, dość nietypowych przedmiotów jak odkurzacze. Albumy z lat 80. XX wieku cechowały się częstym użyciem sample i manipulacji studyjnych, a głównymi wówczas instrumentami były syntezatory i maszyny perkusyjne. Konietzko przytaczał zespół T. Rex, a także Davida Bowiego i Franka Zappę jako inspirację we wczesnych początkach KMFDM. Przed utworzeniem zespołu Konietzko słuchał muzyki punkowej, w szczególności zespołu punkowego GBH, i prawdziwie industrialnych zespołów, w szczególności Throbbing Gristle.
Muzyka zespołu jest określana jako industrialna, industrialno-rockowa, electro-industrialna, industrial metalowa i techno-industrialna. Podczas gdy KMFDM jest kojarzone wraz z zespołami takimi jak Ministry, Nine Inch Nails i Skinny Puppy jako pionierskie we wprowadzaniu muzyki industrialnej do mainstreamu, to sam zespół opisuje swoją muzykę jako Ultra-ciężki beat. Konietzko powiedział kiedyś: Jeśli miałbym sobie przypiąć łatkę to brzmiałaby ona następująco: industrialno-alternatywno-elektroniczny wywrotowy rock i muzyka taneczna.
Zespół jest znany z mocnego używania gitar i gitar elektrycznych i był pionierem w ich używaniu w Niemczech. Pomimo że Konietzko nie był specjalnym fanem gatunku muzycznego heavy metal, to powiedział, że miał zauroczenie na punkcie wielu aspektów muzyki heavymetalowej wywodzące się z tego iż pod koniec 1986 roku eksperymentował z samplerem E-mu Emax, dodając także: Tym czego najbardziej nienawidziłem w heavy metalu było to, że najlepsze riffy pojawiały się tylko raz i nie były powtarzane. Tak więc moja fascynacja polegała na tym, że można przecież samplować świetny riff i zapętlić go oraz powtarzać w kółko. Chociaż na albumie Don’t Blow Your Top było mało wokali i treści w muzyce, ze względu na wpływ producenta muzycznego Sherwooda, był to wyjątek niż reguła. Al Jourgensen, założyciel i frontman zespołu Ministry, podczas trasy koncertowej z zespołem KMFDM w 1989 roku, określił KMFDM jako batalion gitar przemierzających przez Europę.
Od początku lat 90. muzyka KMFDM jest połączeniem muzyki elektronicznej i heavy metalu z okazjonalnymi elementami dubu, sample orkiestrowych i użyciem instrumentów dętych. Wiele piosenek zawiera kobiece chóry w tle – wokale były wykonywane dla zespołu najczęściej przez piosenkarki Doronę Alberti, Abby Travis i Lucię Cifarelli. Wielu muzyków, którzy grali w zespole, to multiinstrumentaliści, więc w muzyce zespołu jest pewien stopień wszechstronności i wolności.
Wiele albumów zawiera co najmniej jeden utwór, w którego tekście zespół żartuje z samego siebie, np. w utworach Sucks i Inane. Cyniczny dystans zespołu został porównany do zespołu Steely Dan. Teksty wielu utworów zespołu wyrażają polityczne zaniepokojenie sytuacją na świecie i wzywają do odrzucenia terroryzmu, przemocy, ucisku, cenzury i wojen i przeciwstawienia się nim. W piosence Terror z albumu Nihil z 1995 roku Konietzko wyraźnie ostrzega: Fundamentalist forces are undermining the integrity of liberal and democratic political structures (pol. Siły fundamentalistyczne chcą podważyć integralność liberalnych i demokratycznych struktur politycznych). W utworach czasami pojawiają się przemówienia przywódców politycznych. Konietzko powiedział, że podczas gdy album WWIII jest krytyczny wobec ówczesnego prezydenta Busha, który jest obszernie samplowany na potrzeby albumu, to powiedział: To nie jest płyta anty-Bushowa per se, to jest płyta przeciwko głupocie, i dodał także: Jeśli mielibyśmy wiadomość to byłaby ona następująca: Myśl o sobie i nie słuchaj pieprzenia jakichś bzdur.
Zespół oficjalnie nie zajmuje konkretnego stanowiska politycznego, przede wszystkim propagując nonkonformizm i samodzielne myślenie, ale bywa utożsamiany z lewicą. Lider zespołu wyrażał poparcie dla stanowisk m.in. antyfaszystowskich i anty-prawicowych w niektórych wypowiedziach. Wiele tekstów piosenek wyraża poparcie dla sprawiedliwości społecznej, antykapitalizmu, antyfaszyzmu, liberalnej demokracji i anarchizmu, a także sprzeciwia się amerykanizacji i postawom rasistowskim.

## Odbiór
W lipcu 2007 roku KMFDM przekroczyło liczbę ponad 2 milionów sprzedanych płyt na całym świecie od początku powstania tego zespołu. Krytycy są ogólnie pozytywnie nastawieni do KMFDM, ale odnosili się mniej entuzjastycznie do najwcześniejszej pracy zespołu. What Do You Know, Deutschland? zostało nazwane mniej energicznym, a Don’t Blow Your Top nazwane trochę słabym w porównaniu do późniejszych prac zespołu, przez krytyków, odpowiednio, Vincenta Jeffriesa i Andy’ego Hindsa z AllMusic. Album UAIOE, kiedy muzyka zespołu zaczęła nabierać własnych kształtów, został nazwany bardziej pewnym przez Hindsa i bardziej reprezentatywnym z prawdziwych motywów KMFDM przez krytyka Dave’a Thompsona, także z AllMusic, który dodał jeszcze, że ciężkie użycie gitar przez zespół zainspirowało zespół Ministry do takiego samego użycia gitar podczas wspólnej trasy obu zespołów w 1989 roku.

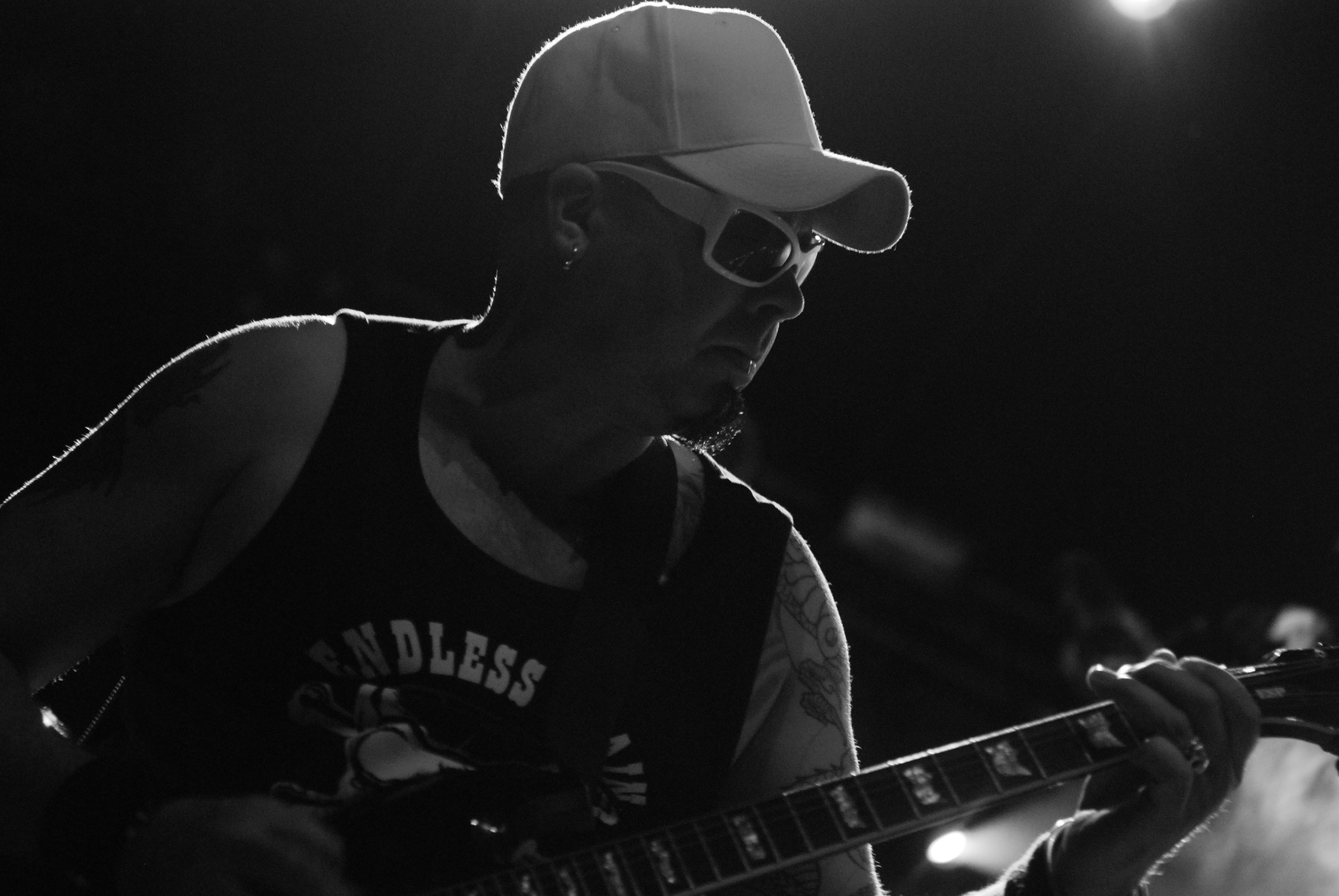
Steve White występujący razem z zespołem KMFDM na Castle Party w Polsce w 2009 roku.

Pierwszym przełomem w krytycznym odbiorze zespołu KMFDM był album Naïve z 1990 roku, nazwany jednym z ich najmocniejszych wydań przez Stephena Erlewine’a z AllMusic, rewelacyjnym przez innego krytyka muzycznego Neda Raggetta, świetnym przez Hindsa i najbardziej zabawnym albumem industrial dance’owym, który kiedykolwiek powstał przez krytyka Chucka Eddy’ego ze Spin. Następne albumy wydawane w latach 90. XX wieku zostały opisane jako jedne z najmocniejszych przez krytyka Grega Prato, a ich metalowe gitary, industrialne beaty i taneczny charakter były chwalone przez krytyczki Irę Robbins i Heidi MacDonald z CMJ – New Music Monthly. Michael Saunders z Boston Globe powiedział o zespole: To jest małe poletko, ale zespół KMFDM jest na jego szczycie – twórcy gęstych, tanecznych, postindustrialnych potoków hałasu. Niemiecki zespół specjalizuje się w wytwarzaniu dźwięków napaści, które mogą zastraszać niewtajemniczonych. Krytyczka MacDonald powiedziała w 1996 roku: Podczas kiedy Ministry odeszło by tworzyć grindcore, Skinny Puppy po prostu odeszło, a Nine Inch Nails jest już marką, teraz to KMFDM jest standardowym nosicielem industrialu, chociaż Erlewine i Hinds czuli, że zespół traci trochę pod koniec dekady.
Krytyk Greg Rule powiedział w 1999 roku, po tymczasowym zawieszeniu działalności KMFDM, że zespół wydał imponujące albumy, które przyniosły im szeroką, lojalną rzeszę fanów rozsianych po całej planecie. Stephen Erlewine nazwał zespół jedną z pierwszych industrialnych supergwiazd Wax Trax!, undergroundową sensacją i jednym z czołowych zespołów industrialnych lat 90. XX wieku. Większość z albumów wydanych w XXI wieku było także dobrze ocenianych, ale Prato skomentował powtarzający się na albumach schemat. Albumy Blitz i WTF?! zostały opisane jako wchodzące w elektronikę i mniej skupiające się na użyciu gitar elektrycznych przez Treya Spencera ze Sputnikmusic i Davida Jeffriesa z AllMusic.

## Trasy koncertowe i baza fanów

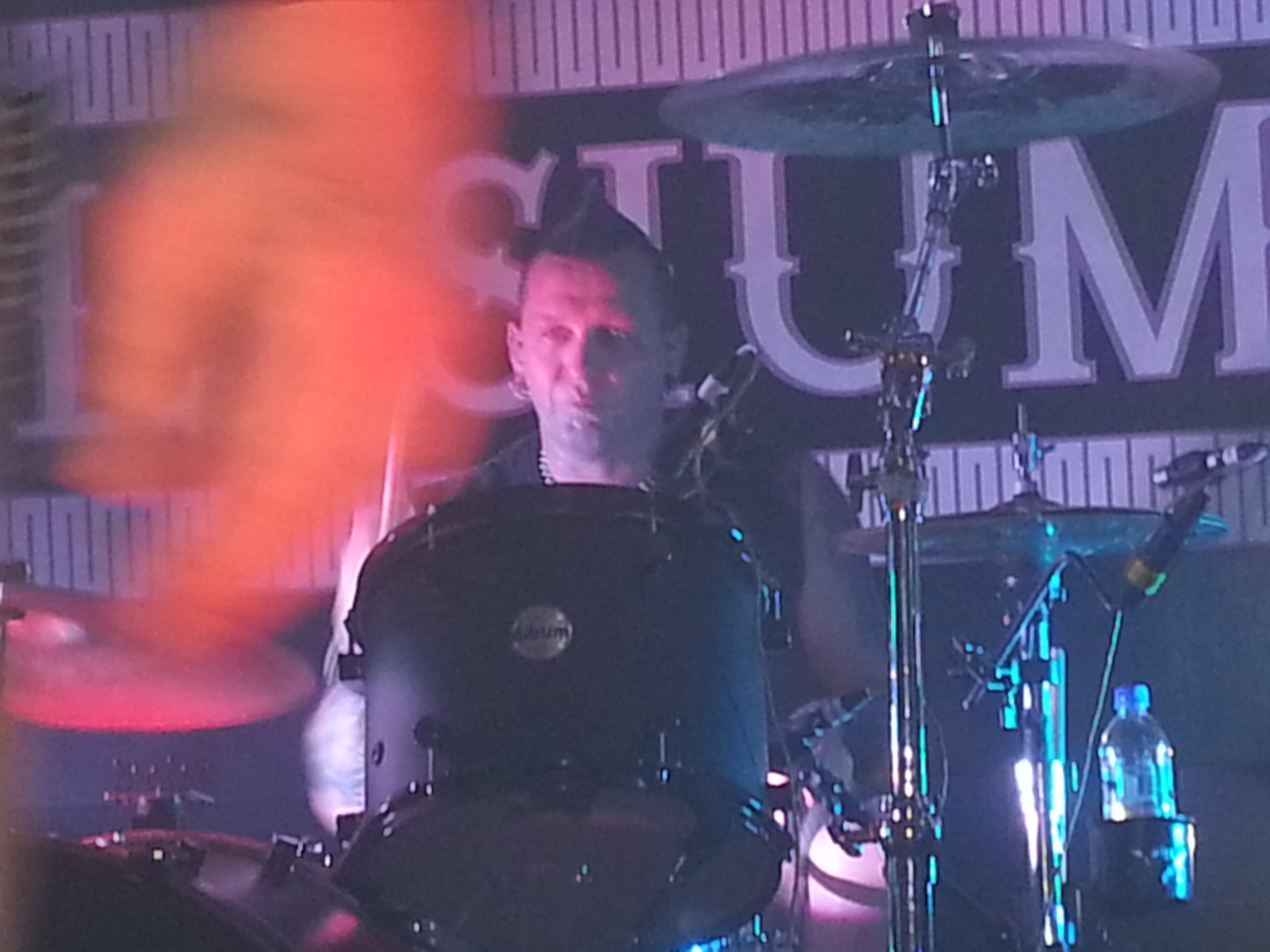
Andy Selway występujący na żywo razem z zespołem KMFDM.

KMFDM wydaje album średnio co pół roku i zazwyczaj udaje się w trasę koncertową co najmniej raz w celu wsparcia każdego albumu. Większość występów na koncertach odbywa się po spotkaniu z fanami przed koncertem, a czasem takie spotkania odbywają się także po nim, a członkowie zespołu wówczas zazwyczaj podpisują autografy, pozują do zdjęć i odpowiadają na pytania. Konietzko, który pozostaje w kontakcie z fanami przez pocztę elektroniczną i oficjalną stronę zespołu, i przedstawiciele zespołu poszukiwali też sposobu na znalezienie bardziej bezpośredniego kontaktu z fanami. KMFDM w 2002 roku założyło Horde, ekskluzywny fanklub, którego członkowie mają możliwość uczestniczenia w prywatnych spotkaniach z zespołem przed każdym występem i mogą uzyskać dostępy do kawałków, które nie zostały wydane. Przybliżenie szczegółów działalności Horde pojawiło się na wydanym na DVD albumie koncertowym i live albumie WWIII Live 2003.
W projekcie Fankam z 2004 roku, członek widowni był wybierany by filmować każdy występ zespołu i otrzymywał możliwość zobaczenia i sfilmowania sprzętu jakim posługuje się zespół. Nagrania wykonane w ten sposób przez widzów znalazły się na wydanym na DVD albumie koncertowym 20th Anniversary World Tour gdzie znalazły się także fotografie wykonane przez fanów. KMFDM namawiało fanów w marcu 2007 roku by zadzwonili na specjalny FanPhone i pozostawili wiadomość głosową. Piosenka Super Power z albumu Tohuvabohu z 2007 roku zawiera klipy dźwiękowe z tych wiadomości. Zespół użył ponownie projektu Fankam podczas swojej trasy koncertowej Kein Mitleid po Stanach Zjednoczonych.

### Lista tras koncertowych
- The Mind Is a Terrible Thing to Taste (1989-90, USA, wraz z Ministry)
- Naïve (1990, Europa, wraz z My Life with the Thrill Kill Kult)
- Split (1991, USA)
- Aloha Jerry Brown (czerwiec 1992, USA)
- KMFDM Sucks Money (październik-listopad 1992, USA)
- Angstfest (1994, USA, wraz z Sister Machine Gun i Chemlab)
- Beat by Beat (maj 1995, USA, wraz z Dink)
- In Your Face (koniec 1995, USA i Europa, wraz z God Lives Underwater i Genitorturers)[1]
- Symbols (1997, USA i Europa)[59]
- Sturm & Drang (2002, USA, podczas trasy nagrano album koncertowy Sturm & Drang Tour 2002, wraz z 16volt)
- WWIII (2003, USA, podczas trasy nagrano album koncertowy WWIII Live 2003)
- 20th Anniversary (2004, USA, Kanada, Europa, Rosja i Australia)[143]
- Hau Ruck (2005)
- Hau Ruck Zuck USSA (2006)
- Kein Mitleid (2009, USA, Kanada i Europa)
- Für die Mehrheit (2010, Europa)[81]
- North American Tour (sierpień 2011, USA i Kanada)
- European Tour (koniec 2011, Europa)[144]
- European Tour 2 (lato 2012, Niemcy, Belgia i Francja)[145]
- USSA 2013 (marzec 2013, USA)
- Europe 2013 (kwiecień 2013, Europa)[91]
- We Are KMFDM 2013 (koniec 2013, USA i Kanada, wraz z Chant)[145]
- Salvation Tour 2015 (lato 2015, USA i Kanada, wraz z Chant)[146]
- Hell Yeah Tour 2017 (koniec 2017, Wielka Brytania i USA, wraz z Lord of the Lost, Inertia, DJ Ritual i ohGr podczas niektórych koncertów)[147]
- European Tour 2022 (planowany na maj-czerwiec 2022, później przełożony, Europa, wraz z Jesus on Extasy i Morlocks podczas niektórych koncertów)[148]

## Okładki albumów
KMFDM od długiego czasu współpracuje z komercyjnym artystą Aidanem Brute! Hughesem, który tworzy okładki niemalże wszystkich albumów i singli zespołu, które zostały nazwane jedną z najlepiej zapadających w pamięć kolekcji okładek albumów muzyki rockowej. Praca Hughesa pojawia się także w klipach muzycznych piosenek KMFDM do A Drug Against War i Son of a Gun oraz na koszulkach promocyjnych zespołu. Krytyk sztuki Brian Sherwin powiedział, że Hughes jest prawdopodobnie najbardziej znany z kolekcji okładek albumów KMFDM, które stworzył.
Wszystkie jego prace, nazywane uderzającymi, zawierają w sobie wiele stylów i są inspirowane artystami komiksów Złotego Wieku, rosyjskimi konstruktywistami, włoskimi futurystami i drzeworytnikami. W wywiadzie dla Sherwina, Hughes powiedział, że KMFDM opanowało rynki w erze niepokoju postindustrialnego więc moja praca to odzwierciedla. Hughes powiedział, że w głównym stopniu na początku skupiał się na tematach związanych z muzyką w swoich pracach, co spowodowało blok artystyczny. Konietzko jednak pozwolił mu na więcej wolności w pracach i, przykładowo, odnosząc się w tym wywiadzie do okładki albumu Money, Hughes powiedział, że okładka ta opiera się na moim wówczas negatywnym zaskoczeniu ulicznym stylem życia, którego próbowałem w tamtym czasie, i ta sztuka niesie za sobą przesłanie, że nieważne jaka pokusa stoi na drodze, to wciąż musisz zapłacić!
Jedynymi albumami studyjnymi, których okładki nie zostały zaprojektowane przez Hughesa, to album Opium, na który składają się czarno-białe fotografie z okresu międzywojennego, i album Nihil, którego okładkę zaprojektowała Francesca Sundsten, która była żoną perkusisty Rieflina.

## Kontrowersje
Album Naïve z 1990 roku został bardzo szybko wycofany z dystrybucji przez utwór Liebeslied, który zawierał nieautoryzowany sample Carmina Burana Carla Orffa. Wydawca utworów Orffa zagroził zespołowi podjęciem kroków prawnych. Oryginalny Naïve jest dziś uważany za rzadkość, a wszelkie reedycje albumu zawierają edytowaną wersję Liebeslied z usuniętym kontrowersyjnym fragmentem.
KMFDM po masakrze w Columbine High School z 1999 roku zaczęło być, wraz z innymi zespołami grającymi metal lub industrial, atakowane przez media i opinię publiczną za fakt, że sprawcy byli fanami zespołu. Pomimo zdecydowanego potępienia zamachu przez lidera zespołu i odcięcia się od zarzutów medialnych o rzekomej brutalności lub pochwalaniu przemocy w piosenkach, masakra zaszkodziła wizerunkowi zespołu – często bywał on przywoływany przez tzw. naśladowców Columbine, m.in. sprawców ataków w Tuusula, Kauhajoki, Centennial, Townville, Aztec, Sosnovym Borze, Santa Fe, Kerczu i Perry High School, którzy nawiązywali w różny sposób do KMFDM przed swoimi atakami. Konietzko skomentował to po atakach w Tuusula i Kauhajoki, że po masakrze w Columbine zaczął się martwić o to, że w przyszłości pojawią się osoby, które będą naśladowcami sprawców tej masakry – potępił on także po raz kolejny te ataki.

## Członkowie
- Sascha Konietzko – wokale, gitary, gitary elektryczne, programowanie, klawisze keyboardowe, syntezatory, perkusje, bębny (od 1984)
- Lucia Cifarelli – wokale, klawisze keyboardowe (od 2002)
- Andy Selway – perkusja (od 2002)
- Andee Blacksugar – gitary (od 2017)

Ważni byli członkowie
- Raymond Watts – wokale, programowanie (1984–1988, 1994–1995, 1997, 2002–2004, gościnnie 2019)
- En Esch – wokale, perkusja, gitary, programowanie (1985-1999)
- Rudolph Naomi – perkusja (1985–1986, 1989–1991)
- Günter Schulz – gitary, programowanie (1989-1999)
- Mark Durante – gitary (trasa koncertowa 1989, 1992–1997)
- Bill Rieflin – bębny, programowanie, perkusja, gitary elektryczne (gościnnie 1990, 1995–1999, 2002–2003, gościnnie 2011)
- Tim Skold – wokale, gitary, gitary elektryczne, perkusja, programowanie (1997–1999, 2002, 2009)
- Jules Hodgson – gitary, gitary elektryczne, klawisze keyboardowe (2002-2016)
- Steve White – gitary (trasy koncertowe 2002–2005, 2005–2015)

## Dyskografia

### Albumy studyjne
- Opium (1984)
- What Do You Know, Deutschland? (1986)
- Don't Blow Your Top (1988)
- UAIOE (1989)
- Naïve (1990)
- Money (1992)
- Angst (1993)
- Nihil (1995)
- Xtort (1996)
- Symbols (1997)
- Adios (1999)
- Attak (2002)
- WWIII (2003)
- Hau Ruck (2005)
- Tohuvabohu (2007)
- Blitz (2009)
- WTF?! (2011)
- Kunst (2013)
- Our Time Will Come (2014)
- Hell Yeah! (2017)
- Paradise (2019)
- Hyëna (2022)
- Let Go (2024)

### Albumy koncertowe
- Sturm & Drang Tour 2002 (2003)
- WWIII Live 2003 (2004)
- We Are KMFDM (2014)

### Albumy kompilacyjne
- Agogo (1998)
- Retro (1998)
- 84–86 (2004)
- Extra Volume 1 (2008)
- Extra Volume 2 (2008)
- Extra Volume 3 (2008)
- Würst (2010)
- Greatest Shit (2010)

### Albumy remiksowe
- Ruck Zuck (2006)
- Brimborium (2008)
- Krieg (2010)

### Współpraca
- Sin Sex & Salvation (1994) – KMFDM vs. Pig
- Skold vs. KMFDM (2009) – SKOLD vs. KMFDM